# 아스카쿄

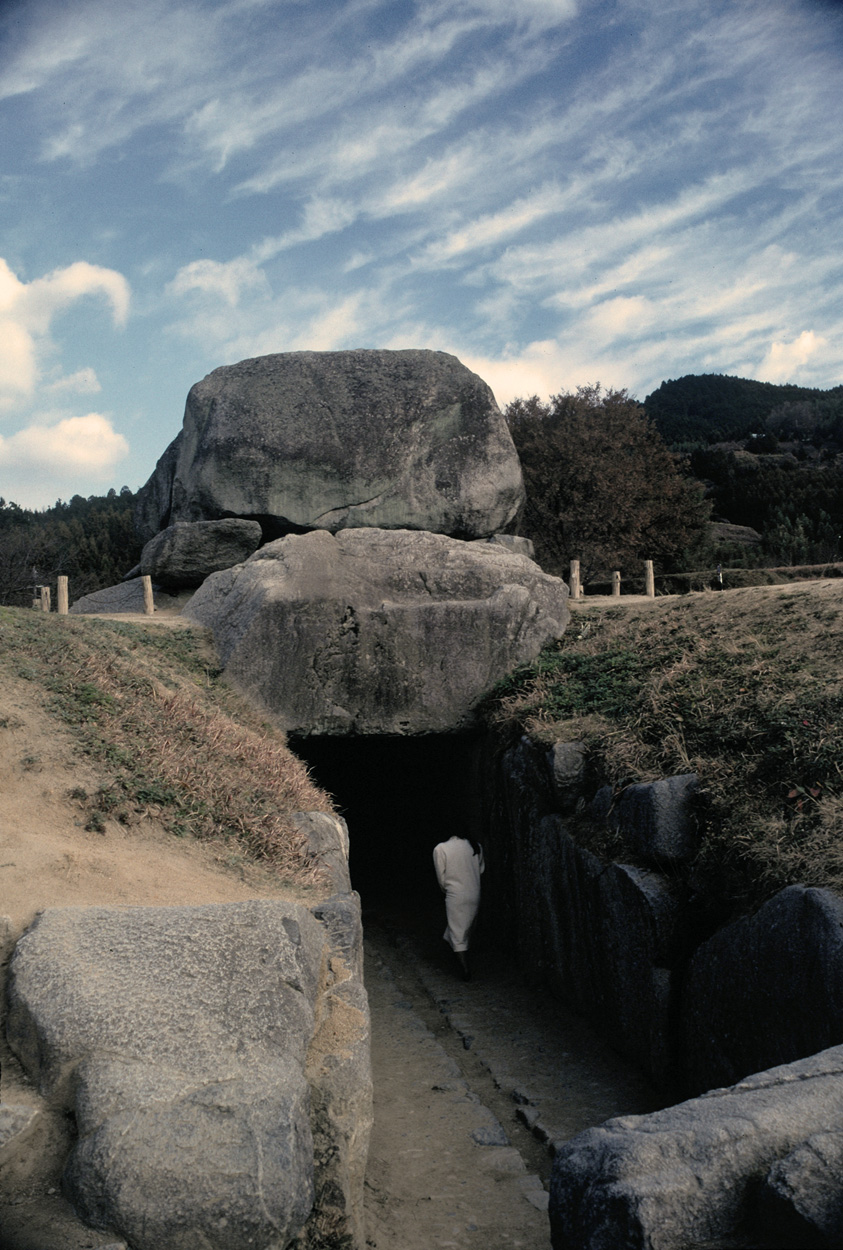
소가노 우마코의 무덤으로 추정되는 이시부타이 고분.

아스카쿄(飛鳥京)는 아스카 시대(593년 ~ 710년) 일본의 수도이다. '아스카 시대'라는 용어는 수도인 이 곳의 이름에서 따온 것이다. 오늘날의 나라현 아스카촌에 위치한다.

## 고고학
아스카의 유적은 계속 발굴중이다. 현재까지 일본에서 가장 오래된 동전 중 하나로 여겨지는 와도 동전과 기토라 고분 및 다카마쓰 고분의 그림이 발굴되었다.
이시부타이 고분(石舞台古墳)도 아스카에 있다. 2004년 3월 12일, 고분 옆에 있는 주택 본채 유적이 발견됐다고 발표되었다. 이 저택 역시 고분에 안치된 것으로 추정되는 소가노 우마코의 소유였을 가능성이 높다.

## 접근
아스카는 긴테츠 전철 노선의 오카데라역이나 아스카역에서 오거나 169번 국도를 타고 자동차로 갈 수 있다.